# Дхамрай
Дхамрай (бенг. ধামরাই, англ. Dhamrai) — город в центральной части Бангладеш, административный центр одноимённого подокруга. Площадь города равна 5,84 км². По данным переписи 2001 года, в городе проживало 22 394 человека, из которых мужчины составляли 53,34 %, женщины — соответственно 46,66 %. Плотность населения равнялась 3835 чел. на 1 км². Уровень грамотности населения составлял 59,3 % (при среднем по Бангладеш показателе 43,1 %). Ежегодно в городе проводится индуистский фестиваль Ратха-ятра.